# 放映権 (サッカー)
本項では、サッカー中継における放映権について記す。

## Jリーグ
日本プロサッカーリーグ（Jリーグ）におけるテレビ・ラジオの放送媒体での中継は、Jリーグが一括して管理と中継を行う放送局を決める。なお、Jリーグでは放映権の契約について「放送権契約」としている が、本稿では便宜上「放映権」で統一して記す。
日本のプロ野球での放映権は各チームごとに行い、チームによってそれの収入の差が大きく、経営面での偏りも激しい。その点を踏まえ、Jリーグでは全国放送（衛星放送含む）、ローカル放送ともにチームごとの契約ではなく、Jリーグが一括して放送局と交渉して中継カードを決定し、実況放送局が支払う放送権料を各チームの収入に均等に割り当てるようにしている。このような方式は北米4大プロスポーツリーグ、特にNFLを参考にしたものである。

### テレビ中継

#### 2001年まで
Jリーグ発足当初の1993年から1995年辺りまではNHK、民間放送がほぼ均一に編成し、全国放送やゴールデンタイムの中継も頻繁に行われた。しかし、1996年頃から同中継の視聴率が急激に低下したためにほとんどの放送局が中継から撤退した。そのため、全国放送の大半がNHKのBS-1（その後BS-hiも）で行われるようになり、民放でのデーゲーム、ゴールデンタイムでの中継数は大幅に減少した。
一方、CS放送では開幕から1996年まではスポーツ・アイ（後にスポーツ・アイ ESPN→現：J SPORTS）で全試合中継、1997年からはジュピター・プログラミング（現：ジュピターテレコム メディア事業部門）が獲得、1997年はCSN1ムービーチャンネル（現：ムービープラス）内で毎節1試合を生中継、1998年には傘下のスポーツ専門チャンネルJ-SPORTS（閉局後はJ SKY SPORTS（現：J SPORTS）に継承）で毎節数試合を放送すると共に、ディレクTV（「JリーグTV・イレブン」→「サッカーTV・イレブン」で放送）、2000年からはスカイパーフェクト・コミュニケーションズ（以下「スカパー」、現スカパーJSAT）にサブライセンス（放送はパーフェクト チョイス）して全試合中継が行われるようになった。

#### 2002年 - 2006年
2002年、JリーグはNHK・TBS・J SKY SPORTSの3社と2006年までの5シーズンにわたる放映権契約を締結した。放映権料はヤマザキナビスコカップ・JリーグJOMOオールスターサッカー（後述）を含めて年間49億円。
NHKとTBSはそれぞれ毎節2〜3試合程度を中継するようになったが、編成の都合などから地上波での放送はごく限られた日数（月に1〜2試合程度　TBSは主としてローカル放送で、東京地区と一部を除く中継対戦カードの地元地域向け）しか行われず、BS（TBSは系列のBS-i（現：BS-TBS））、およびCS（2002年 - 2004年はJNNニュースバード（現・TBSニュースバード）、2005年からはTBSチャンネル）での放送が中心である。
J SPORTSはスカパー（パーフェクト チョイスで放送）と合わせてJ1・J2の全試合中継を行い、特にJ SPORTSは2005年からJ1全試合を放送（J2は毎節2試合放送）、スカパーは2006年からJ2全試合を生中継（J SPORTSでの放送分含む）している。
シーズン終盤の放送カードは直前になって決定されるが、生中継の放送カード優先権はNHK・TBS・J SPORTSの順となる。

#### 2007年 - 2011年
2006年8月、スカパー・NHK・TBSの3社と2007年から5年間にわたる放映権契約に合意した。放映権料は3社合計で50億円。
スカパーは優先放映権を確保、J1・J2全試合の生中継を行い、e2 by スカパー!（現：スカパー!e2）でも2007年10月よりJ1全試合生中継を開始したほか、J SPORTSにもサブライセンスを行い、J1については毎節1〜2試合をJ sports Plus→J SPORTS 4（一斉開催などでは4以外でも生中継される場合あり）で生中継、またJ sports 1→J SPORTS 1でJ1全試合、J2各節2試合の録画中継も継続される。
一方で、NHKとTBSはBSについては削減（各節1試合ずつが基本）、地上波のローカル放送は増加する。ただし、原則として開幕戦やダービーマッチを除くアウェー試合の中継は認められていない。一方、放映権交渉ではNHKからJリーグに対して放映権料減額の申し入れがあった、と報道されていた。
なお、インターネットサイト・ドガッチ（DOGATCH）では、全試合のハイライトを配信する。（J1・J2入れ替え戦全試合。Jリーグカップに関しては、予選リーグは好カードのみを、決勝ラウンドは全試合を配信する）

#### 2012年 - 2016年
2012年に放映権契約が再更新され、スカパーJSATと5年契約を更新。CS放送ではスカパーからのサブライセンス先としてSky・A Sports+が加わり、TBSチャンネル・J SPORTSを加えた放送体制となる。BSデジタル放送ではそれまでのBS-TBSによる無料放送からスカパー!e2による有料放送となり、BSスカパー!・J SPORTS 1・4で生中継を行う（スカパー!HD/SDとケーブルテレビは従来どおりCS利用）。
なお、NHKによる地上波放送・BS放送も継続されている。

#### 2017年 -
2017年の放映権契約更新にあたっては、2016年7月20日にイギリスのデジタルメディア企業であるパフォーム・グループ（当時）が提供する動画配信サービス「DAZN」（ダゾーン）との間で「日本国内におけるインターネット・モバイル配信、IPTVサービス、有料サテライト放送、CATVなど」の放映権に関して10年間・総額約2100億円という大型契約を締結したことが発表された。この契約では、DAZNではなくJリーグ（が契約した映像制作会社）が映像制作を行い、映像の著作権をJリーグが保有することで、試合映像をニュース番組等に二次利用しやすくする契約になっているという。なお、この放映権契約については記者会見の席上で村井満チェアマンが「有料放送に限定したもの」と説明しており、無料放送（地上波・BS）の放映権契約については別途契約交渉が行われる。また2019年シーズン時点では地上波テレビでの中継については基本的に1チームにつきホームゲーム10試合まで認められており、この他北海道コンサドーレ札幌と浦和レッドダイヤモンズが特例で地上波中継数の増加が認められ広い北海道での関心を高めるべく認められた札幌ではホーム17試合中15試合で地上波中継が行われている。
なお、CS放送についてはDAZNとスカパーJSATなどとの間でサブライセンスに関する契約交渉が行われたが、スカパー!は2016年12月15日、「（パフォームとの）交渉成立に至らなかった」として2017年シーズンからのJリーグ中継を行わないことを公式発表 し、有料ライブ中継（配信）についてはDAZNに一本化されることがJリーグからもアナウンスされた。なお、Jリーグと日本サッカー協会の共催となる天皇杯全日本サッカー選手権大会については2017年も引き続きスカパー!で中継されることが同時にアナウンスされている。

### ラジオ放送
過去にJSLカップなど、国内の主要サッカー大会を放送した実績からニッポン放送が民間放送独占で中継権を保有し、現在はプロ野球のナイトゲーム開催が一切ない日を中心として、Jリーグ中継番組「Jリーグ RADIO」を展開している（プロ野球のナイトゲームがあった場合も、Jリーグ中継が最後尾予備として編成されることがある）。また毎月1回程度、NHKラジオ第1放送でも中継あり。
2007年以降はFMラジオ放送においても、並列放送をすることが認められた。主に県域FMやコミュニティFMで放送されている。

## その他(日本国内)
- YBCルヴァンカップ（旧・ヤマザキナビスコカップ）については、地上波では1992年-1998年はテレビ東京、1999年-2001年はTBSがそれぞれ決勝戦を、衛星放送ではWOWOWがこの10年間ほぼ全試合をフォローしていたが、2002年以後はフジテレビが中継しており、決勝戦の地上波全国放送の他、フジテレビONE（編成の都合でフジテレビTWOに廻される場合あり）、PPVなどで準々決勝以上の全試合をフォローしている。 なお2012年は基本的にフジテレビNEXTで全試合を放送するが、一部の生中継の試合はONE/TWOでも行われる。さらに2024年大会からはドコモの動画配信サービス「Lemino」（レミノ）にて、ルヴァンカップ全試合を試合終了後に無料フルマッチ配信を実施している。
- Jリーグオールスターサッカー（1993年 - 2007年）→JOMO CUP（2008年 - 2009年）はテレビ朝日で中継。
- 富士フイルムスーパーカップ[注釈 1] は日本テレビで中継。
- Jリーグカップ/コパ・スダメリカーナ王者決定戦はBSフジで中継。
- 天皇杯 JFA 全日本サッカー選手権大会は主催団体のひとつであるNHK（総合・BS）が放映権を保有。1回戦から準々決勝までの一部試合はスカパー!とJFA公式YouTubeチャンネル（JFATV）のほか、近年では一部BS放送[7]や本大会出場クラブの公式YouTubeチャンネルにて生中継/ライブ配信を実施している。
- 皇后杯 JFA 全日本女子サッカー選手権大会は試合中継の項を参照。
- 全国高等学校サッカー選手権大会は試合中継の項を参照。
- 全日本高等学校女子サッカー選手権大会はテレビ放送の項を参照。
- A3チャンピオンズカップについては、2003年はTBS・フジテレビ・テレビ東京の3局、2004年・2005年は日本テレビ、2006年・2007年はテレビ東京で中継。
- WEリーグ（日本女子プロサッカーリーグ）は開幕初年度となる2021/22シーズンから全試合をDAZNにて独占ライブ配信。
  - 2022/23大会より開始したWEリーグカップはグループステージ全試合をスポーツナビとWEリーグ公式YouTubeチャンネル で無料ライブ配信するほか、BSテレ東・テレ東スポーツ公式YouTubeチャンネルでもノックアウトステージを生中継/無料ライブ配信。2024/25大会からはFIFA+でもグループステージ全試合に限り日本語実況で無料ライブ配信を実施。
- 日本女子サッカーリーグ（なでしこリーグ）は2012年から2015年はBSフジ、BS朝日、スカチャン、BSスカパー!で各節1〜2試合ずつの割合で中継。2016年から2017年はスポナビライブで各節2試合を有料配信。翌2018年から2020年はサッカーライブ動画配信サービス「mycujoo（マイクジュー）」にて1部リーグを年間70試合を無料ライブ配信したのち、2021年にはSPOTV NOWで1部リーグ全試合をライブ配信。そして2022年より1部リーグ全試合をなでしこリーグ公式YouTubeチャンネル にて無料ライブ配信している。

## 代表戦(日本国内)
- FIFAワールドカップ
  - 1970年大会・1974年大会　東京12チャンネル（現テレビ東京）
  - 1978年大会 - 1998年大会　NHK単独中継
  - 2002年大会 - 2010年大会　スカパー（BS・CS）、NHK・民放合同のジャパンコンソーシアム（JC、地上波・BS）
  - 2014年大会・2018年大会　NHK・民放合同のジャパンコンソーシアム（JC、地上波・BS　2018年大会はテレビ東京系列を除く）
  - 2022年大会　ABEMA（全試合無料生中継）・NHK、テレビ朝日、フジテレビ
- ワールドカップを除くFIFA主催大会（FIFAコンフェデレーションズカップ・FIFA女子ワールドカップなど）
  - 2001年　フジテレビ、スカパー
  - 2003年 - 2005年　TBS、フジテレビ、スカパー
  - 2007年 - 2018年　フジテレビ（地上波・BS・CS）（2011年から2019年の女子ワールドカップ・2013年・2017年のコンフェデレーションズカップはNHK BS1でも放送）
  - 2019年 - 2023年　J SPORTS[8]
  - 2024年 - 現在　J SPORTS[9]、FIFA+[10]
  - 2023 FIFA女子ワールドカップはFIFA+にて日本語実況付きで全試合独占無料ライブ配信したほか、開幕戦と日本代表戦、決勝戦はNHK総合/BS1、BS4K/NHKプラスで生中継/ライブ配信を実施した。
- 夏季オリンピック男女サッカー競技
  - NHK・民放合同のジャパンコンソーシアム（JC、地上波・BS）が放映権を保有。
- AFC主催大会（AFCアジアカップ・ワールドカップ・オリンピックのアジア最終予選など）
  - 2001年から2020年までテレビ朝日が保有。地上波およびBS朝日やテレ朝チャンネル（代表戦はNHK BS1）で放送。
  - 2021年からはDAZNが保有。ワールドカップアジア最終予選・日本のホーム戦についてはテレビ朝日でも中継。
  - AFCアジアカップ2023は、DAZNで日本代表戦を含め全試合を独占中継。テレビ朝日系列ではグループ第2戦の日本対イラク、準々決勝の日本対イランを中継。
  - AFC U23アジアカップ2024（パリ2024五輪サッカー男子アジア予選）はDAZNで日本代表戦を含め全試合を独占中継するほか、テレビ朝日系列とNHK総合、TVer・NHKプラスでは日本代表戦を生中継/ライブ配信。
- AFCチャンピオンズリーグ
  - 2002年 - 2012年　テレビ朝日（地上波・BS・CS）
  - 2013年 - 2020年　日本テレビ（地上波・BS・CS）
  - 2021年 - 2023/24　DAZN
- AFCカップ
  - 2021年 - 2023/24　AFC公式YouTubeチャンネル（The AFC Hub）、DAZN（決勝戦のみ）
- AFCチャンピオンズリーグエリート
  - 2024/25 - 現在　DAZN
- AFCチャンピオンズリーグ2
  - 2024/25 - 現在　DAZN[11]、AFC公式YouTubeチャンネル（The AFC Hub）
- AFC女子チャンピオンズリーグ
  - 2024/25 - 現在　DAZN
- EAFF E-1サッカー選手権[12]
  - 2003年　フジテレビ
  - 2005年　テレビ朝日
  - 2008年　TBS
  - 2010年 - 2017年　フジテレビ
  - 2019年・2022年　フジテレビ、TVer・FOD
  - 2025年　フジテレビ・U-NEXT[13]
- アルガルヴェ・カップ
  - 2012年 - 2014年　TBS、フジテレビ
  - 2015年 フジテレビ

## 海外サッカー

### 欧州サッカー
1990年代、ヨーロッパ各国ではそれまで安価で推移していたサッカーの放映権料が有料デジタル放送やペイ・パー・ビュー（PPV）の登場で人気のあるプロサッカーリーグを中心にして一気に暴騰した。 その影響は次第に全世界へと広まり、クラブの財政や選手の年俸に多大なる恩恵をもたらしたが、それと同時に「多額のお金を払わなければサッカー中継が視聴できない。」という負担を一般のサッカーファンに強いることとなった。ところが、あまりの高騰ぶりがテレビ局の破綻や視聴者のサッカー中継離れを呼び、2002/03シーズンを境に放映権料の価格は下降線を辿ることとなり、後にクラブの経営にまで大きな影響を及ぼすこととなった。
1970年代初頭、フランスのテレビ局は全国ネットのTF1とアンテンヌ2、ローカル局のFR3があるのみで、スポーツ中継自体もラグビーとサッカーのフランス代表の試合、フランス杯の決勝戦、スポーツ情報番組ぐらいだった。
ところが、1980年代に入るとそんな状況が一変する。1982年にテレビ放送の規制緩和が始まり、1984年には有料の民放放送チャンネルであるカナル・プリュスが誕生した。その彼らの経営戦略のひとつにサッカー（フランス国内リーグ、プレミアリーグ、セリエA）の中継が組み込まれ、当時の最新技術を用いて週に数回程度で試合の生中継を開始した。さらに1987年にはTF1が民営化され、同時に新しい民放チャンネルM6が誕生した。そして、1996年に衛星放送とケーブルテレビが出現するとほぼヨーロッパ全域で放映権料が高騰する時代へと入っていった。
中でも、メディア王であるルパード・マードックが率いるニューズ・コープ傘下の有料放送局（BスカイBなど）、カナル・プリュスやイタリア国営放送のRAIといった地元の放送局などらが熾烈な放映権獲得の競争をおこなったために、最盛期にはセリエA（約4億8600万ユーロ）やリーガ・エスパニョーラ（約2億2800万ユーロ）、FAプレミアリーグ（約8億5300万ユーロ）、ブンデスリーガ（約1億4500万ユーロ）、リーグ・アン（約3億6600万ユーロ）などの人気プロリーグはもちろん、UEFAチャンピオンズリーグ（約8540万ユーロ）やFIFAワールドカップ（約1億6800万ユーロ）でさえも高額な放映権料が発生し、特にFAプレミアリーグの放映権料は1991年 - 2001年の間に約40倍へと伸びた。
ところが、こういったサッカー放映権料の高騰は一般の契約視聴者に高額な視聴料という形ではね返り、それに加えてサッカー中継があまりにも多過ぎたために供給過多へと陥って拍車をかけたために、とうとう2001年以降は放送局の経営そのものに関わるほどの深刻な人々のサッカー中継離れが起きた。そして、ついに2001年5月にFIFAワールドカップの放映権料などを一括に管理していたインターナショナル・スポーツ・アンド・レジャー(ISL) が、2002年4月にはドイツの大手メディアグループであったキルヒ・メディア・グループ などといった大手メディア企業が次々に倒産すると、欧州各国で放映権料の暴落が相次いで起こった。
しかし、収入の大部分を占める放映権料に頼っていたリーグやクラブ側は放送局が提示する値下げ案を到底受け入れることが出来ずに、放送局側との交渉は難航した。そのため、セリエAやリーガ・エスパニョーラではシーズン開幕や試合中継そのものが危うくなる事態にまで陥った。また、名門の強豪クラブからは直接テレビ局と放映権契約を交わそうとする動きも一部で見られたが、それらは中小のクラブやリーグ側から大きな反発を受けた。
ただ、低迷する視聴率と一向に開幕や試合中継の目処が立たない現状では、クラブやリーグ側は放送局の要求を受け入れるしかなかった。その結果、中小のクラブはもちろん、ビッグクラブでさえも巨額の赤字を計上する事となり、深刻な所では選手や従業員への給料の未払いや経営破綻、身売りに追い込まれるクラブが経営規模の大小を問わず続出した。
| リーグ         | 総収益                         | チーム最高額                 | 1チーム平均  |
| -------------- | ------------------------------ | ---------------------------- | ------------ |
| プレミアリーグ | 19億9400万ユーロ（約2464億円） | 1億2400万ユーロ（約153億円） | 9970万ユーロ |
| セリエA        | 8億3600万ユーロ（約1033億円）  | 9400万ユーロ                 | 4180万ユーロ |
| ラ・リーガ     | 7億7000万ユーロ（約951億円）   | 1億6300万ユーロ（約201億円） | 3850万ユーロ |
| ブンデスリーガ | 5億8200万ユーロ（約719億円）   | 5100万ユーロ                 | 3233万ユーロ |

## 海外サッカー(日本国内)
日本における海外サッカー中継は、1980年代まではNHKの衛星放送や民放の深夜枠で行われていたが、1990年代以降は（Jリーグの開幕と日本人サッカー選手の海外移籍が活発化した事などによる）日本国内のサッカー人気が上昇したことや欧州サッカーバブル期に放映権料が高騰したことを契機に、スカパーやWOWOWといった有料チャンネル局が高額な放映権料で買い取る時代へとなっていた。
ただ、当初こそは日本のサッカーファンにも人気がある欧州のプロリーグ（リーガ・エスパニョーラ、セリエA、プレミアリーグ、ブンデスリーガ）や日本人選手が出場する予定の試合などのコンテンツはもちろん、リーグ・アン、エールディヴィジ、ブラジル全国選手権、アルゼンチンプロサッカーリーグといった玄人好みのプロサッカーリーグやMUTVなどといったクラブが独自に制作したオフィシャルクラブTV（ただし、リーグ全体の放映権を獲得できないチャンネルが人気チームの試合を放送するために購入する例もみられる）などのコンテンツも放送していたが、試合放映権の販売元である各国リーグやUEFAと放映権を契約する度に放映権料が以前の何倍にも上がってしまった。そのため、現在ではそれらを放映しているスカパーやWOWOWなどの有料チャンネル局は後者のコンテンツを契約満了で打ち切ったり、NHK・民放の放送局やインターネット通信企業と共同で放映権を購入せざるを得なくなってしまっている状況である。
|       | 欧州CL                        | 欧州EL                    | イタリア                         | イングランド              | スペイン                    | ドイツ               | オランダ                          | フランス           |
| ----- | ----------------------------- | ------------------------- | -------------------------------- | ------------------------- | --------------------------- | -------------------- | --------------------------------- | ------------------ |
| 91/92 |                               |                           | WOWOW                            |                           |                             |                      |                                   |                    |
| 92/93 |                               |                           | WOWOW                            |                           |                             |                      |                                   |                    |
| 93/94 |                               |                           | WOWOW                            |                           |                             |                      |                                   |                    |
| 94/95 |                               |                           | WOWOW                            |                           |                             |                      |                                   |                    |
| 95/96 |                               |                           | WOWOW                            |                           |                             |                      |                                   |                    |
| 96/97 | スポーツ・アイ                |                           | WOWOW                            |                           |                             |                      |                                   |                    |
| 97/98 | WOWOW                         | SKY sports ↓ J SKY SPORTS | WOWOW                            |                           |                             |                      |                                   |                    |
| 98/99 | WOWOW                         | SKY sports ↓ J SKY SPORTS | WOWOW                            | NHK ディレクTV・ J-SPORTS | J-SPORTS                    |                      |                                   |                    |
| 99/00 | WOWOW                         | SKY sports ↓ J SKY SPORTS | スカパー                         | NHK ディレクTV・ J-SPORTS | J-SPORTS                    |                      |                                   |                    |
| 00/01 | WOWOW                         | SKY sports ↓ J SKY SPORTS | スカパー                         | NHK J SKY SPORTS          | WOWOW                       | BS朝日 GAORA         |                                   |                    |
| 01/02 | WOWOW ◎TBS                    | スカパー                  | スカパー                         | NHK J SKY SPORTS          | WOWOW                       | BS朝日 GAORA         | スカパー                          |                    |
| 02/03 | WOWOW ◎TBS                    | スカパー                  | スカパー                         | NHK J SKY SPORTS          | WOWOW                       | BS朝日 GAORA         | スカパー                          |                    |
| 03/04 | スカパー J SPORTS ◎フジテレビ | スカパー                  | スカパー                         | WOWOW                     | WOWOW                       | スカパー             | スカパー                          |                    |
| 04/05 | スカパー J SPORTS ◎フジテレビ | スカパー                  | スカパー                         | WOWOW                     | J SPORTS                    | スカパー             | スポーツ・アイ ESPN ↓ J SPORTS    |                    |
| 05/06 | スカパー J SPORTS ◎フジテレビ | スカパー                  | スカパー                         | WOWOW                     | J SPORTS                    | スカパー             | スポーツ・アイ ESPN ↓ J SPORTS    |                    |
| 06/07 | スカパー J SPORTS ◎フジテレビ | スカパー                  | スカパー                         | WOWOW                     | J SPORTS                    | GAORA                | スポーツ・アイ ESPN ↓ J SPORTS    |                    |
| 07/08 | スカパー J SPORTS ◎フジテレビ | J SPORTS NHK              | スカパー                         | WOWOW                     | フジテレビ                  | 未放送               | スポーツ・アイ ESPN ↓ J SPORTS    |                    |
| 08/09 | スカパー J SPORTS ◎フジテレビ | J SPORTS NHK              | スカパー                         | WOWOW                     | フジテレビ                  | 未放送               | 未放送                            |                    |
| 09/10 | スカパー J SPORTS ◎フジテレビ | J SPORTS NHK              | スカパー                         | WOWOW                     | フジテレビ                  | 未放送               | 未放送                            | スカパー           |
| 10/11 | スカパー J SPORTS ◎フジテレビ | J SPORTS NHK              | スカパー NHK BSジャパン†         | WOWOW                     | フジテレビ                  | スカパー フジテレビ† | J SPORTS                          | スカパー           |
| 11/12 | スカパー J SPORTS ◎フジテレビ | J SPORTS NHK              | スカパー NHK                     | WOWOW                     | フジテレビ                  | J SPORTS             | J SPORTS                          | スカパー           |
| 12/13 | スカパー J SPORTS ◎フジテレビ | スカパー NHK FOX†         | J SPORTS NHK FOX†                | WOWOW                     | フジテレビ NHK FOX†         | J SPORTS             | J SPORTS                          | スカパー           |
| 13/14 | スカパー J SPORTS ◎フジテレビ | スカパー NHK FOX†         | J SPORTS NHK                     | WOWOW                     | フジテレビ FOX NHK J SPORTS | J SPORTS             | J SPORTS                          | スカパー           |
| 14/15 | スカパー J SPORTS ◎フジテレビ | スカパー NHK FOX†         | J SPORTS NHK                     | WOWOW                     | フジテレビ FOX NHK J SPORTS | J SPORTS             | 未放送                            | スカパー           |
| 15/16 | スカパー ◎フジテレビ          | スカパー NHK              | J SPORTS NHK                     | WOWOW                     | フジテレビ NHK J SPORTS     | 未放送               | 未放送                            | スカパー           |
| 16/17 | スカパー ◎フジテレビ          | スカパー NHK DAZN         | J SPORTS NHK スポナビライブ      | WOWOW スポナビライブ DAZN | J SPORTS NHK DAZN           | フジテレビ           | DAZN TV5MONDE                     | スカパー           |
| 17/18 | スカパー ◎フジテレビ          | スカパー NHK DAZN         | J SPORTS NHK スポナビライブ DAZN | WOWOW スポナビライブ DAZN | DAZN NHK                    | フジテレビ           | DAZN TV5MONDE                     | スカパー           |
| 18/19 | DAZN                          | スカパー NHK DAZN         | DAZN                             | J SPORTS NHK DAZN         | WOWOW DAZN                  | フジテレビ           | DAZN TV5MONDE                     | スカパー NHK       |
| 19/20 | DAZN                          | スカパー NHK DAZN         | DAZN                             | DAZN                      | WOWOW DAZN                  | フジテレビ           | DAZN TV5MONDE                     | スカパー NHK       |
| 20/21 | WOWOW†                        | WOWOW†                    | DAZN フジテレビ                  | DAZN                      | WOWOW DAZN                  | Hulu                 | DAZN TV5MONDE Hulu                | スカパー NHK       |
| 21/22 | WOWOW†                        | WOWOW†                    | DAZN                             | DAZN                      | WOWOW DAZN                  | Hulu                 | スカパー                          | TV5MONDE Hulu      |
| 22/23 | WOWOW†                        | WOWOW†                    | DAZN SPOTV NOW†                  | SPOTV NOW ABEMA           | WOWOW DAZN                  | Hulu                 | スカパー ABEMA†                   | DAZN TV5MONDE Hulu |
| 23/24 | WOWOW†                        | WOWOW†                    | DAZN SPOTV NOW†                  | SPOTV NOW ABEMA           | DAZN U-NEXT                 | Hulu                 | スカパー ABEMA Amazon Prime Video | DAZN TV5MONDE Hulu |
| 23/24 | WOWOW†                        | WOWOW†                    | DAZN SPOTV NOW†                  | SPOTV NOW ABEMA           | DAZN U-NEXT                 | フジテレビ† FOD†     | スカパー ABEMA Amazon Prime Video | DAZN TV5MONDE Hulu |
| 24/25 | WOWOW†                        | WOWOW†                    | DAZN                             | U-NEXT                    | DAZN U-NEXT                 | DAZN                 | スカパー ABEMA Amazon Prime Video |                    |
| 25/26 | WOWOW†                        | WOWOW†                    | DAZN                             | U-NEXT                    | DAZN U-NEXT                 | DAZN                 | DAZN ABEMA                        | U-NEXT             |
|       | 欧州CL                        | 欧州EL                    | イタリア                         | イングランド              | スペイン                    | ドイツ               | オランダ                          | フランス           |

- 「スカパー」：2008年10月までは「スカイパーフェクト・コミュニケーションズ」、以降は「スカパーJSAT」（下記に於いても同じ）。
- 「FOX」：FOX SPORTS ジャパン
- 「◎」印の局は地上波の放映権を獲得、それ以外は衛星放送（BSまたはCS）での放映権。
- 「†」印の局はシーズン途中で放映権を獲得した局（下記参照）

FIFAクラブ世界選手権・FIFAクラブワールドカップ
- 第1回大会（2000年）はTBSが放送。
- 第2回大会（2005年）から第18回大会（2021年）まではトヨタカップの放映権を保有していた日本テレビが全国ネットで放送。地上波およびBS日テレ、日テレジータスで全試合中継したほか、Huluでも第13回大会（2016年）より全試合を国際映像でライブ配信。
- 第19回大会（2022年）はFIFAの公式動画配信サービス、FIFA+で全試合無料ライブ配信したほか、決勝戦はBS日テレと日本テレビ（地上波関東ローカル）、静岡第一テレビ、熊本県民テレビ、Huluでも生中継/ライブ配信。
- 第20回大会（2023年）はFIFA+にて全試合独占無料ライブ配信。
- 4年に1度の開催となる第21回大会（2025年）はDAZNにて全試合独占無料ライブ配信。

FIFAインターコンチネンタルカップ
- 2024年大会：FIFA+、DAZN（チャレンジャーカップよりライブ配信）

UEFAチャンピオンズリーグ
- 1996/97シーズン：スポーツ・アイ
- 1997/98 - 2000/01シーズン：WOWOW
- 2001/02 - 2002/03シーズン：WOWOW、TBS（地上波）
- 2003/04 - 2005/06シーズン：スカパー・J SPORTS（衛星）、フジテレビ（地上波）
- 2006/07 - 2017/18シーズン：スカパー、フジテレビ（地上波）
  - J SPORTS、フジテレビ（地上波、2009/10シーズンからハイライトは日本テレビ放送網）、ぷららネットワークス（現NTTドコモ。IP放送、2008/09シーズンまで）にサブライセンス
  - 2011/12シーズンより、スカパーがスカパー!オンデマンドにおいてビデオ・オン・デマンド及びライブ配信を実施。

- 2018/19 - 2019/20シーズン：DAZN（独占放映権）
- 2020/21途中 - ：WOWOW（独占放映権）
  - 2020/21シーズンにDAZNが独占放映権を破棄し、グループステージが中継できないという事態が生じていたが、シーズン途中から決勝トーナメント全試合をWOWOWが初の独占放映権を獲得し、グループステージはWOWOWオンデマンドでのアーカイブ配信で対応。それまではUEFAの公式動画配信サービス、UEFA.tvにてグループステージ毎節注目2試合が無料で配信された。

UEFAヨーロッパリーグ
- 2009/10 - 2014/15シーズン：スカパー
  - 2010/11シーズンと2011/12シーズンの決勝戦は日本テレビでも録画中継された（関東ローカル）。
  - 2011/12シーズンより、スカパーがスカパー!オンデマンドにおいてビデオ・オン・デマンドおよびライブ配信を実施。

- 2018/19 - 2019/20シーズン：DAZN（独占放映権）
- 2020/21途中 - ：WOWOW（独占放映権）
  - 2020/21シーズンにDAZNが独占放映権を破棄し、グループステージが中継できないという事態が生じていたが、シーズン途中から決勝トーナメント全試合をWOWOWが初の独占放映権を獲得し、グループステージはWOWOWオンデマンドでのアーカイブ配信で対応。それまではUEFAの公式動画配信サービス、UEFA.tvにてグループステージ毎節注目2試合が無料で配信された。

UEFAカンファレンスリーグ
- 2021/22 - 2023/24シーズン：UEFA.tv（日本国内での放送・配信はなし）
- 2024/25 - ：WOWOW（独占放映権）

セリエA
- 1991/92 - 1998/99シーズン：WOWOW（衛星）
- 1999/2000 - 2009/10シーズン：スカパー
  - 2002/03シーズンはWOWOWにもサブライセンス
  - 2005/06 - 2006/07シーズンはぷららネットワークスが7チームの放映権（うち2チームはIP放送のみ）を獲得（セリエAは海外放映権についてもチームが保有していたため）
  - 2006/07シーズンまでSKY sports・J-SPORTS→J SKY SPORTS→J SPORTSにサブライセンス
  - 2007/08シーズンは10チームのホームゲームの放映権のみ獲得
  - 2008/09シーズンは12チームのホームゲームの放映権のみ獲得。また、このシーズンからスカイ・A「インテル・ミラノ チャンネル」でインテル戦の放送を開始。
  - 2009/10シーズンは11チームのホームゲームの放映権のみ獲得

- 2010/11シーズン：スカパー（CS）、NHK（BS）、BSジャパン(BS、33節より)
  - リーグが一括で放映権を販売するようになった。また、BS12 トゥエルビ「ACミラン・チャンネル」でACミランの放送を開始。2011年3月9日より、J SPORTSでハイライト番組を放送開始。2011年4月18日よりBSジャパンでも毎週1試合放送。

- 2011/12 - 2012/13シーズン途中: スカパー（BS・CS）、NHK(BS)
- 2012/13途中 - 2017/18シーズン: スカパー（BS・CS）、NHK(BS)、FOX（BS・CS）
  - 2012/13シーズンより、スカパーがスカパー!オンデマンドにおいてビデオ・オン・デマンド及びライブ配信を実施。

- 2018/19 - 2019/20シーズン：DAZN、スカパー
- 2020/21シーズン：DAZN、フジテレビ
- 2021/22 - 2022/23シーズン途中：DAZN
- 2022/23途中 - 2023/24シーズン：DAZN、SPOTV NOW
  - 2018/19 - 20/21シーズン、2022/23途中 - 23/24シーズンは両社ともに毎節8試合のほか、残りの注目2試合を交互で独占中継・配信を行っていた。

- 2024/25シーズン - ：DAZN （独占放映権）

コッパ・イタリア
- 2010/11 - 終了時期不明：フジテレビ（CS）
- 開始時期不明 - 2015/16：スカパー
- 2016/17 - ：DAZN （独占放映権）

プレミアリーグ
- 1997/98 - 2000/01シーズン：SKY sports
- 2001/02 - 2006/07シーズン：スカパー
  - この間もJ SPORTSにサブライセンス。また、2004/05シーズンよりMUTV、チェルシーTV、アーセナルTVで放送あり。

- 2007/08 - 2009/10シーズン：J SPORTS（CS）、NHK（BS）
- 2010/11 - 2012/13シーズン途中：J SPORTS（BS・CS）、NHK（BS）
- 2012/13途中 - 2012/13シーズン：J SPORTS（BS・CS）、NHK（BS）、FOX(BS・CS)
- 2013/14 - 2017/18シーズン：J SPORTS（BS・CS）、NHK
- 2018/19シーズン：DAZN （独占放映権）、J SPORTS（サブライセンス)、 NHK（サブライセンス)
- 2019/20 - 2021/22シーズン：DAZN（独占放映権）
- 2022/23 - 2023/24シーズン：SPOTV NOW、ABEMA(サブライセンス)
- 2024/25 - 2031/32シーズン：U-NEXT（独占放映権）

イングリッシュ・フットボールリーグ（EFLチャンピオンシップ、EFLリーグ1、EFLリーグ2）
- 2022/23シーズン - ：DAZN （独占放映権）

ナショナルリーグ（ナショナルリーグ〔5部〕、ナショナルリーグ・ノース/サウス〔6部〕）
- 2024/25シーズン - ：DAZN（National League TV）

FAカップ
- 開始時期不明 - 2011/12：J SPORTS
- 2012/13 - 2017/18：FOX SPORTS
- 2018/19 - 2019/20：DAZN、スカパー
- 2020/21 - 2021/22：DAZN
- 2022/23 - 2023/24：DAZN、SPOTV NOW
- 2024/25 - 2031/32シーズン：U-NEXT（独占放映権）

EFLカラバオカップ
- 開始時期不明 - 2011/12：J SPORTS
- 2013/14 - 終了時期不明：日テレジータス
- 2021/22 - ：DAZN （独占放映権、21/22決勝戦より配信開始）

EFLトロフィー
- 2022/23 - ：DAZN （独占放映権）

ラ・リーガ
- 1998/99 - 1999/2000シーズン：NHK（BS）、ディレクTV・J-SPORTS（CS）
- 2000/01 - 2002/03シーズン：NHK（BS）、J SKY SPORTS（CS）
- 2003/04 - 2015/16シーズン：WOWOW
  - 2008/09シーズンよりJ SPORTS「バルサTV」でFCバルセロナ戦を放送（2010/11シーズンまで）

- 2016/17 - 2017/18シーズン：スポナビライブ、WOWOW、DAZN
  - 小澤一郎によれば、スポナビライブを運営するソフトバンクが4シーズン分の放映権契約を結び、WOWOW及びDAZNとの間でサブライセンス契約を締結していたという。
  - 2016/17シーズンより、WOWOWが放映権の関係上、WOWOWオンデマンドで全試合アーカイブ配信が出来なくなった。但し、放送対象の注目試合（最大5試合）のみアーカイブ配信で視聴できる。

- 2018/19 - 2022/23シーズン：DAZN、WOWOW
- 2023/24 - ：DAZN、U-NEXT

スーペルコパ・デ・エスパーニャ
- 開始時期不明 - 2023年大会：WOWOW
- 2024年大会 - ：U-NEXT（独占放映権）

コパ・デル・レイ
- 開始時期不明 - 2015/16：WOWOW
- 2016/17 - 2021/22：DAZN
- 2022/23：WOWOW
- 2023/24 - ：U-NEXT（独占放映権）

ブンデスリーガ
- 1998/99 - 1999/2000シーズン： J-SPORTS
- 2000/01 - 2003/2004シーズン：WOWOW
- 2004/05 - 2006/07シーズン：J SPORTS
- 2007/08 -  2011/12シーズン：フジテレビ（CS）
  - 2008/09シーズンよりバイエルン・ミュンヘン戦はGAORAでも放送（2008/09シーズンはFCバイエルン・ミュンヘンTVとして放送）。
  - 2011/12シーズン12節よりニコニコ動画のニコニコ生放送でも放送。毎節3試合中継し、そのうち1試合は日本語の実況・解説をつける。

- 2012/13 - 2012/13シーズン途中：フジテレビ（CS）、NHK（BS）
- 2012/13途中 -  2012/13シーズン：フジテレビ（CS）、NHK（BS）、FOX（BS・CS）
- 2013/14 - 2014/15シーズン：フジテレビ（CS）、NHK（BS）、FOX（BS・CS）、J SPORTS（BS・CS）
- 2015/16シーズン：フジテレビ（CS）、NHK（BS）、J SPORTS（BS・CS）
  - 21世紀フォックスが2015/16 - 2019/20シーズンの5シーズン分の全試合独占放映権を獲得したことにより、同じグループであるFOX SPORTS ジャパンで放送（サブライセンスは未定）の予定だった。しかし、FOX SPORTS ジャパンの事業終了決定が発表され、2015/16シーズンの放映を行わないことが発表された。

- 2016/17・2017/18シーズン：DAZN、フジテレビ（CS）、NHK（BS）、J SPORTS（BS・CS）
- 2018/19 -  2022/23シーズン途中：スカパー（スポーツライブ+）
- 2022/23シーズン途中：スカパー（スポーツライブ+）、ABEMA（サブライセンス）
- 2023/24シーズン：スカパー（スポーツライブ+）、ABEMA（サブライセンス）、Amazon Prime Video（サブライセンス）
- 2024/25シーズン：スカパー（スポーツライブ+）、ABEMA（サブライセンス、毎節注目1試合を中継）、Amazon Prime Video（サブライセンス）、BS松竹東急（サブライセンス、毎週日曜日に注目1試合を録画放送）
- 2025/26シーズン - ：DAZN、ABEMA（サブライセンス、毎節注目2試合を中継）

2.ブンデスリーガ
- 2018/19 -  2022/23シーズン：スカパー
- 2023/24シーズン：スカパー、Amazon Prime Video（サブライセンス）
- 2024/25シーズン：イージースポーツ

DFBポカール
- 2008/09 - 2013/14：GAORA
- 2014/15 - 2015/16：日テレジータス
- 2016/17 - ：DAZN （独占放映権）

エールディヴィジ
- 2000/01 - 2002/03シーズン：BS朝日(BS)、GAORA(CS)
- 2003/04 - 2005/06シーズン：スカパー
- 2006/07シーズン：GAORA
※2007/08から2010/11シーズンの第26節までは日本未放送。
- 2010/11シーズン（27節より）：フジテレビ(CS)、スカパー
※フェイエノールト戦を生中継。
- 2011/12 - 2015/16シーズン：J SPORTS
- 2016/17 - 2019/20シーズン：フジテレビ(CS)
- 2020/21 - 2022/23シーズン：Hulu
- 2023/24（22節より）- 2024/25シーズン ：フジテレビ(CS)、FOD
- 2025/26シーズン - ：U-NEXT（独占放映権）

リーグ・アン
- 2001/02 - 2003/04シーズン：スカパー
- 2004/05 - 2007/08シーズン：スポーツ・アイ ESPN→J SPORTS
※2008/09 - 2009/10シーズンは日本未放送。
- 2010/11 - 2013/14シーズン：J SPORTS
- 2016/17 - 2019/20シーズン：DAZN、TV5MONDE（日本ではひかりTVおよびインターネット配信で放送）でも毎節1試合放送
- 2020/21シーズン：DAZN、TV5MONDE、Hulu（TV5MONDEチャンネル）
- 2021/22シーズン：TV5MONDE、Hulu（TV5MONDEチャンネル）
- 2022/23 - 2023/24シーズン：DAZN、TV5MONDE、Hulu（TV5MONDEチャンネル）
- 2024/25シーズン - ：DAZN（独占放映権）

リーグ・ドゥ
- 2025/26シーズン - ：DAZN（スタッド・ランス戦のみ）

クープ・ドゥ・フランス
- 2016/17 - 2020/21：DAZN
- 2021/22大会は放送・配信なし。
- 2022/23 - ：DAZN（独占放映権）

クープ・ドゥ・ラ・リーグ
- 2019/20（決勝戦のみ）：DAZN

リーガ・ポルトガル
- 2018/19・2019/2020シーズン：スカパー
- 2020/21シーズンは日本未放送。
- 2021/22シーズン：刺激ストロングチャンネル（録画）
- 2022/23シーズン - ：DAZN（ライブ配信）、刺激ストロングチャンネル（録画）

リーガ・ポルトガル2
- 2023/24シーズン - ：DAZN（UDオリヴェイレンセ戦のみ）

タッサ・デ・ポルトガル
- 2024/25：イージースポーツ

ベルギー・プロリーグ
- 2016/17・2017/18シーズン：DAZN
- 2018/19・2019/20シーズン：スカパー
- 2020/21 - 2024/25シーズン：DAZN
- 2025/26シーズン - : DAZN、BS10（シント＝トロイデンVV戦全試合を無料生中継）

ベルギーカップ
- 2020/21 - : DAZN （独占放映権）

ベルギースーパーカップ
- 2020年大会 - : DAZN （独占放映権）

スコティッシュ・プレミアシップ
- 2021/22シーズン：DAZN
- 2022/23シーズン：SPOTV NOW
- 2023/24シーズン：SPOTV NOW、ABEMA （サブライセンス)
- 2024/25シーズン：SPOTV NOW
- 2025/26シーズン：Celtic TV（セルティック戦のみ現地英語実況で有料ライブ配信）

スコティッシュリーグカップ
- 2021/22：DAZN
- 2022/23・2023/24大会は日本未放送。
- 2024/25：SPOTV NOW

スュペル・リグ
- 2018/19 - 2020/21シーズン：DAZN
- 2021/22 - 2023/24シーズンは日本未放送。
- 2024/25シーズン：イージースポーツ

テュルキエ・クパス
- 2018/19・2019/20：DAZN

ロシアサッカー・プレミアリーグ
- 2010シーズン：スカパー
- 2011 - 2013/14シーズン途中：J SPORTS

サウジ・プロフェッショナルリーグ
- 2023/24シーズン - ：SPOTV NOW （独占放映権）

サウジ国王杯
- 2023/24 - ：SPOTV NOW （独占放映権）

メジャーリーグサッカー（MLS）
- 1996年 - 終了時期不明：スポーツ・アイ ESPN
- 2007年 - 2015年：J SPORTS
- 2016年・2017年 ：フジテレビNEXT
- 2018年から2022年までは日本未放送。
- 2023年・2024年：Apple TV+
- 2025年 - ：Apple TV+、GAORA（2025年6月より毎節現地月曜開催試合を録画放送）

USオープンカップ
- 2023年（準決勝・決勝戦のみ）：DAZN
- 2024年 - ：Apple TV+ （独占放映権）

カンピオナート・ブラジレイロ
- 2012シーズン - 終了時期不明：朝日ニュースター→テレ朝チャンネル2

コパ・リベルタドーレス
- 2007/08 - 2022年：日テレジータス

コパ・スダメリカーナ
- 2008 - 2011年：日テレジータス

UEFA EURO（欧州選手権）
- 96年大会・2000年大会：WOWOW
- 2004年大会 - 2012年大会：WOWOW、TBS系列
- 2016年大会：WOWOW、テレビ朝日系列
- 2020年大会：WOWOW
- 2024年大会：WOWOW、ABEMA（全試合無料生中継）

UEFA EURO予選
- 2020予選：WOWOW
- 2024予選：DAZN

FIFAワールドカップ欧州予選
- 2018予選 - 2026予選：DAZN （独占放映権）

UEFAネーションズリーグ
- 第1回：日本未放送（UEFAの公式動画配信サービス、UEFA.tvにて無料配信）
- 第2回：DAZN（ファイナルズより配信開始、リーグ戦はUEFA.tvで全試合無料配信）
- 第3回・第4回：DAZN （独占放映権）

CONMEBOL コパ・アメリカ
- 2004年大会：J SPORTS
- 2007年大会：日テレジータス
- 2011年大会：NHK総合/BS1
- 2015年大会・センテナリオ2016：スカパー
- 2019年大会：DAZN
- 2021年大会：ABEMA
- 2024年大会：Amazon Prime Video、サッカーキング公式YouTubeチャンネル・スポーツナビ

FIFAワールドカップ南米予選
- 2026予選：フジテレビ(CS)/FOD、Rチャンネル、FIFA+、BS12 トゥエルビ

Finalissima
- 2022年・2026年：DAZN

CAFアフリカネイションズカップ
- 2019年大会：DAZN
- 2021年大会：CAF公式YouTubeチャンネル

FIFAワールドカップアフリカ予選
- 2022予選：FIFA公式YouTubeチャンネル
- 2026予選：FIFA+

### 放映権と放送の有無に対する誤解
1993年のJリーグ開幕以降、日本国内での海外サッカー人気の高まりと共に1990年代後半からリーグ一括契約による放映権買取りが行われるようになったが、これ以前にも各リーグの試合は国内でも放送されている。ダイジェスト形式では三菱ダイヤモンド・サッカー、セリエAダイジェストなどがあるが、1970年代に人気のあったブンデスリーガは地方U局が前シーズンの試合をフルマッチのコンテンツとして盛んに放送していた。また、NHK-BSでは96-97シーズンから1節につき2試合程度、数日遅れの録画放送としてリーガ・エスパニョーラの試合を放送していた。

### 「リーガ、ゲッツ!」
2003年8月、WOWOWがラ・リーガ（以下リーガ）の放映権を獲得した際、岩佐徹（当時WOWOWアナウンサー）が自らのWebサイトに掲載したコラムのタイトル。
同年春、WOWOWが長年放送してきたUEFAチャンピオンズ・リーグの衛星放映権を喪失、翌シーズンからスカパー・J SKY SPORTS（現在のJ SPORTS）に移行することが決まっており、岩佐は代替プログラムとしてWOWOW経営陣にリーガの放映権獲得を進言していたこともあって、獲得の報を聞いた喜びを率直に表したものである。
ところが、リーガファンの多くは充実した放送態勢（各節最低4試合中継（うち2試合以上生中継））やリーガに精通した実況・解説陣（倉敷保雄・金子達仁・幸谷秀巳・原博実など）を抱えるJ SKY SPORTSを支持する声が多く、WOWOWの放映権獲得には否定的な反応を示しており、第2節までの放送日程は第1節が2試合、第2節が1試合、しかも全て録画放送であることが発表された上に、このコラムがWOWOWのWebサイトにも掲載されたためリーガファンの怒りを買い、Webサイトの掲示板には抗議の書き込みが殺到。当該コラムを削除の上、一時掲示板を閉鎖する羽目になった。
放送開始後も、各節2-3試合（2年目以降は3-4試合）は確保されたものの、WOWOWの硬直化した番組編成（例えば、J SKY SPORTSでは、試合が行われる週末の深夜は「ウィークエンド・セレクション」として放送枠を開けてあったため、急なキックオフ時間変更にも対応できたが、WOWOWはあらかじめ放送枠が固定されており、放送時間変更はほとんど行われなかった）による生中継やリピート放送の少なさ（レアル・マドリード対FCバルセロナ（バルサ）の「エル・クラシコ」ですら録画放送となったケースが何度かあった）などにより不満の声が続出。スポーツ以外の一般メディアでも取り上げられるほどであった。
特に、バルセロニスタ（バルササポーター）からは、放映権獲得当時「ギャラクティコ」（銀河系軍団）と呼ばれたレアル・マドリード優先の放送体制（バルサの試合が生中継あるいは試合直後にディレイ放送できる時間帯にもかかわらず、前日に行われたレアル・マドリードの録画中継をその時間帯に放送したこともたびたびあった）に対する批判が強く、バルサの日本人スタッフが「バルサTV」（バルサのオフィシャルTVプログラム）の日本上陸の際にリサーチを行ったところ、（WOWOWによる）現状の放送体制には満足しておらず、倉敷保雄の実況によるバルサの試合が見たいという要望が多かったという。なお、「バルサTV」は2005年7月よりJ SPORTSで放送開始、2008年10月より同番組終了の2011年6月までリーガ・エスパニョーラのバルサ戦を放送していた。
その後、2011年にWOWOWはハイビジョン3チャンネル体制に移行したことによって、毎節4-5試合放送、ほとんどの中継カードが生中継されるようになった。